# Odrażający, brudni, źli
Odrażający, brudni, źli (wł. Brutti, sporchi e cattivi) – włoska czarna komedia z 1976 roku w reżyserii Ettorego Scoli, który współtworzył również scenariusz. Światowa premiera odbyła się 23 września 1976 roku. W rolach głównych wystąpili Nino Manfredi, Marcella Michelangeli, Marcella Battisti oraz Francesco Crescimone. Zdjęcia do filmu powstawały w Rzymie.
Na 29. MFF w Cannes w 1976 r. film brał udział w konkursie głównym o nagrodę Złotej Palmy, a Ettore Scola zdobył nagrodę za najlepszą reżyserię. Natomiast Nino Manfredi uzyskał w 1977 r. nominację do nagrody Nastro d’argento dla najlepszego aktora.

## Fabuła
Film przedstawia codzienne perypetie włoskiej rodziny żyjącej w slumsach na obrzeżach Rzymu. Głównym bohaterem jest Giacinto Mazzatella (Nino Manfredi), głowa owej włoskiej rodziny. Otrzymawszy z odszkodowania pieniądze za uraz oka, pragnie je zatrzymać dla siebie. Nie chce się nimi dzielić z członkami rodziny. Oni wówczas skłaniają się do kradzieży pieniędzy, ale ich działania są bezskuteczne.

## Obsada
- Nino Manfredi jako Giacinto Mazzatella
- Maria Luisa Santella jako Iside
- Francesco Anniballi jako Domizio
- Maria Bosco jako Gaetana
- Giselda Castrini jako Lisetta
- Alfredo D'Ippolito jako Plinio
- Giancarlo Fanelli jako Paride
- Marina Fasoli jako Maria Libera
- Ettore Garofolo jako Camillo
- Marco Marsili jako Vittoriano
- Franco Merli jako Fernando
- Linda Moretti jako Matilde
- Luciano Pagliuca jako Romolo
- Giuseppe Paravati jako Tato
- Silvana Priori jako żona Paride
- Beryl Cunningham jako Baraccata Negra